# Electric boogaloo
Electric boogaloo (cel mai des folosit greșit ca electric boogie) este un stil de dans funk și hip hop, foarte asemănător cu poppingul. A devenit stilul reprezentativ al trupei de dans din anii 1970, Electric Boogaloos. Odată cu electric boogaloo, aceștia au popularizat poppingul și multe alte stiluri asemănătoare.
Este caracterizat printr-un stil al „picioarelor fluide” dansat pe muzică funk, utilizându-se rotiri ale șoldurilor, genunchilor, picioarelor și capului; ulterior, acest stil a fost combinat cu poppingul.